# Bent Hamer
Pour les articles homonymes, voir Hamer.
Bent Hamer est un réalisateur, scénariste et producteur de cinéma, né à Sandefjord,  en Norvège en 1956.

## Biographie
Hamer a étudié la théorie du cinéma et la littérature  à l'Université de Stockholm et à l'école de cinéma de Stockholm. En plus de ses longs-métrages, il a écrit et dirigé un grand nombre de courts-métrages et de films documentaires. Son premier film, Eggs, a été sélectionné au festival de Cannes en 1995, dans la quinzaine des réalisateurs. Cette même année, il était en compétition au festival international du film de Moscou, où il a remporté le prix du meilleur premier film. Il a aussi remporté la même année le prix Fipresci  au festival de Toronto.
Son film suivant, Factotum, est inspiré du roman du même nom du poète et écrivain américain Charles Bukowski. Le scénario est dû à Hamer et à Jim Stark (Mystery Train, Cold Fever), qui ont produit le film avec Christine Walker (American Splendor). Le film a été présenté en avant-première au festival Kosmorama à Trondheim, en Norvège.
Son film suivant, Hjem til Jul, a également eu un certain retentissement critique en Norvège et à l’étranger. 
Hamer est le propriétaire et le fondateur de la société BulBul Film Association, installée à Oslo depuis 1994.

## Filmographie

### Longs-métrages
- 1995 : Eggs
- 1998 : Un jour sans soleil (En dag til i solen)
- 2003 : Kitchen Stories (Salmer fra kjøkkenet)
- 2005 : Factotum
- 2007 : La Nouvelle vie de Monsieur Horten (O' Horten)
- 2010 : Noël sous l'aurore boréale (Home for Christmas - Hjem til jul)
- 2014 : 1001 Grammes (1001 Gram)
- 2021 : The Middle Man

### Courts
- Rødvyn Aargang 81, 1981
- Longitude Latitude (Makrellen er kommen), 1989
- Happy Hour, 1990 (en collaboration avec Jörgen Bergmark)
- Sunday Dinner (Søndagsmiddag), 1990
- Stone (Stein), 1992
- Applause (Applaus), 1993
- Just for the hell of it (Bare kødd), 1995

### Documentaires
- Courage to Dignity (Mot til verdighet), 1994
- Norway the Conqueror (Norge erobreren), partie  de la série 2001-05